# عبد الله السالم (مغني)
عبد الله السالم مغنٍ سعودي اعتزل الغناء عام 1989م.

## نسبه
عبد الله ضيف الله سالم الطوياوي الشمري من مدينة حائل محافظة موقق يلقب أبوسامي من مواليد 1378.

## سيرته الفنية قبل الاعتزال
بداياته الفنية كانت سنة 1398 هـ من منطقة موقق، أصدر عدة ألبومات حققت نجاحًا مميزًا على المستوى الإقليمي اشتهر بحداثة ألحانه وصوته الجميل المتعدد الطبقات، حيث تميز بالمهارة في العزف وأسلوب فريد في التقاسيم وغير في دوزان الموسيقي الذي أبهر الفنانين فيه واكتسب شعبية كبيرة.
ولا يزال يحظى بشعبية حتى من جيل الشباب الذي لم يعاصره، وتغنى الفنان عبد الله السالم بقصائد شعراء يعتبرون من كبار الشعراء في الجزيرة العربية ومنهم مشعل سعد هجاج الرويلي، عثمان المجراد، خالد السبهان، عبد العزيز العفنان، عناد المطيري، شايوش الجوهر، ممدوح الجبرين رحمه الله.

## سيرته بعد الاعتزال
اعتزل عبد الله السالم الفن في 1409 هـ واتجه للعبادة. وهو الآن خطيب جامع ممدوح العلي في حائل في حي آجا وإمام مسجد المثيب في أجا للصلاوات الخمس. وهو أيضاً راقي شرعي ويقدم الرقية الشرعية في بيته.